# Фосфінові кислоти

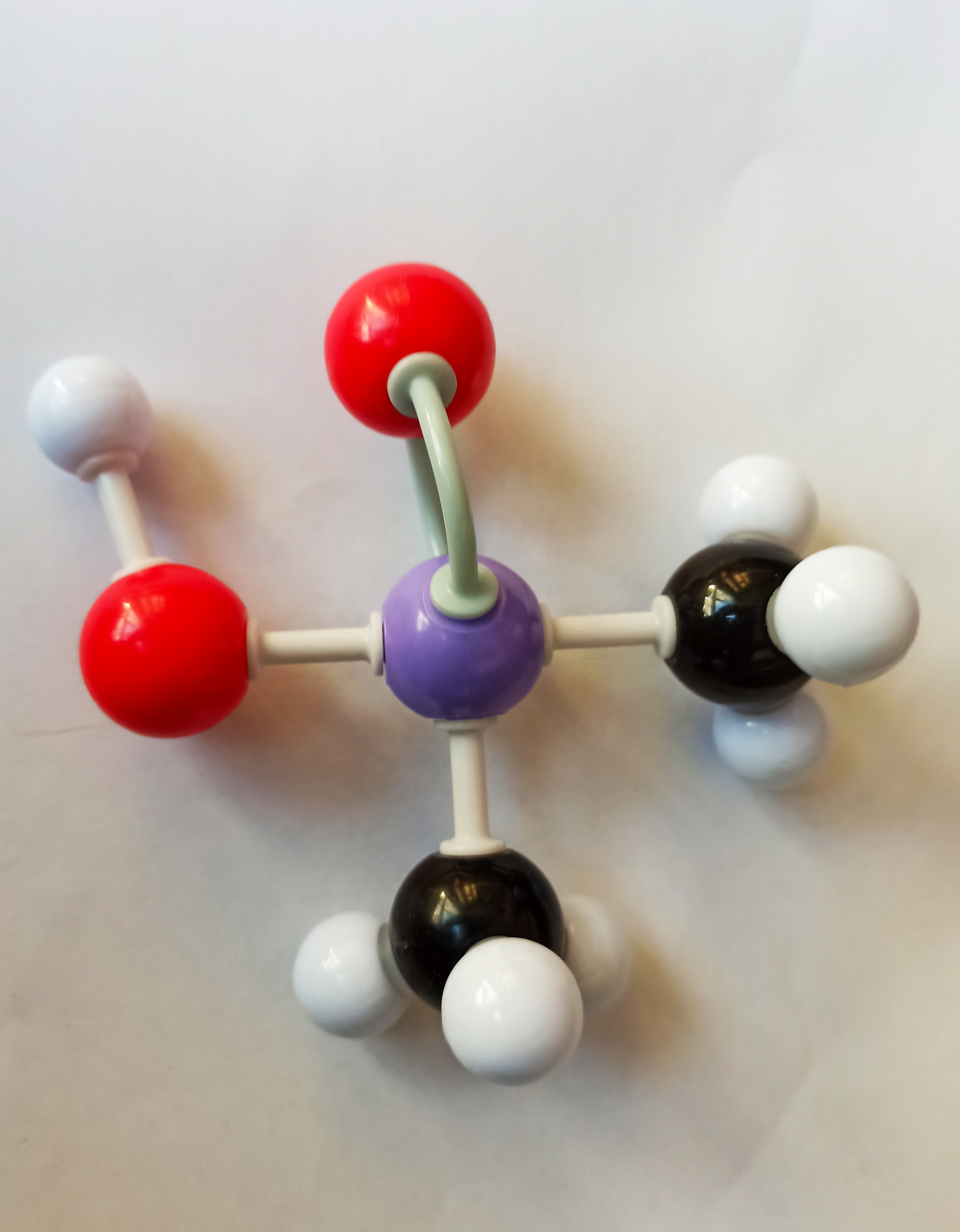
кулькострижнева модель диметилфосфінової кислоти

Фосфінові кислоти — фосфорорганічні сполуки із загальною формулою R2P(O)OH. Є похідними від гіпофосфітної кислоти.

## Фізичні властивості
Зазвичай фосфінові кислоти — безбарвні кристалічні речовини. Добре розчиняються у воді, проте зі збільшенням молярної маси радикалу їх розчинність у воді знижується, а розчинність в органічних розчинниках збільшується.

## Хімічні властивості
При нагріванні до 400oC утворюють ангідриди. Відновники можуть перетворити фосфінові кислоти на фосфіни. Також утворюють ефіри (з каталізатаром): R2P(O)OH + CH3OH = R2P(O)OCH3 + 2H2O.

## Отримання
{\displaystyle {\ce {R2PCl + Cl2 -> R2PCl3 + 2H2O-> R2P(O)OH + 3HCl}}}
{\displaystyle {\ce {R2PCl + [O] -> R2P(O)Cl + H2O-> R2P(O)OH + HCl}}}

### З різними радикалами
{\displaystyle {\ce {RPCl2 + RRCO ->(RRCCl)RP(O)Cl + H2O -> (RRCCl)RP(O)OH + HCl}}}
{\displaystyle {\ce {RPHCl + 2H2O -> RP(OH)2 + HCl + H2 RP(OH)2 + RCH=NR -> [RCH(NHR)]RP(O)OH}}}